# 小行星92578
小行星92578（92578 Benecchi）是一颗绕太阳运转的小行星，为主小行星带小行星。该小行星于2000年7月20日发现。
該小行星以發現者蘇珊·D·柯恩（Susan D. Kern）的丈夫羅伯特·J·貝內基（Robert J. Benecchi）命名。

## 轨道参数
小行星92578的轨道半长轴为358 528 787 km，2.3965828 UA，离心率为0.208。